# Manon Savard
Manon Savard est une juriste québécoise. Elle est juge en chef du Québec depuis 2020.

## Biographie

### Vie personnelle et études
Originaire de Montréal, elle est la fille de Suzanne Primeau et Marc Savard, cardiologue à l'Hôpital Maisonneuve-Rosemont. Elle fait ses études collégiales au Collège Jean-de-Brébeuf d'où elle diplôme en 1979. En 1982, elle obtient un baccalauréat en administration des affaires de l'Université McGill ainsi qu'un baccalauréat en droit de l'Université de Montréal en 1985.
Elle est mariée à Daniel Jutras, juriste et administrateur universitaire,.

### Carrière juridique
Admise au Barreau du Québec en 1986, elle entre au sein du cabinet d'avocats Ogilvy Renault (aujourd'hui Norton Rose Fulbright), où elle restera jusqu'en 2009. Elle développe un savoir-faire dans les domaines du droit de l'emploi et du travail ainsi que du droit administratif. Dans le cabinet, elle fut administratrice du groupe du droit de l’emploi et du travail pour les bureaux de Montréal et de Québec et administratrice nationale. Elle a également été membre du Comité exécutif.
Au sein du Barreau du Québec, elle a enseigné à l'École de formation professionnelle et fut membre du Conseil de discipline. Parmi ses autres engagements en dehors de son cabinet, elle fut membre du Conseil consultatif du travail et de la main-d’œuvre qui conseille le Ministère du Travail, de l'Emploi et de la Solidarité sociale. 
Le 29 juillet 2009, elle est nommée à la Cour supérieure du Québec. Elle siège à la Chambre civile et administrative et de la Chambre commerciale. Elle fut membre du Comité du règlement de procédure civile et responsable du Comité des étudiants stagiaires au sein de la Cour.
Le 25 avril 2013, Savard est nommée à la Cour d'appel du Québec,. Le 11 juin 2020, le premier ministre Justin Trudeau annonce sa nomination à titre de juge en chef du Québec, remplaçant ainsi Nicole Duval Hesler qui avait atteint l'âge de la retraite obligatoire.